# Пустовский (Волгоградская область)
Пустовский — хутор в Кумылженском районе Волгоградской области России. Входит в состав Слащёвского сельского поселения. Население 5 чел. (2010).

## История
Входил в состав Остроуховского сельсовета во время переписи 2002 года.

## География
Расположен в западной части региона, в лесостепи, в пределах Хопёрско-Бузулукской равнины, являющейся южным окончанием Окско-Донской низменности, на р. Хопёр.
Уличная сеть состоит из двух географических объектов: ул. Дачная и ул. Хоперская.
Абсолютная высота 59 метров над уровнем моря.

## Население
| 2010 |
| ---- |
| 5    |

Гендерный состав
По данным Всероссийской переписи населения 2010 года в гендерной структуре населения из 5 человек мужчин — 3, женщин — 2 (60,0 и 40,0 % соответственно).
Национальный состав
Согласно результатам переписи 2002 года, в национальной структуре населения
русские составляли 94 % из общей численности населения в 18 чел..

## Инфраструктура
Личное подсобное хозяйство. Причал на реке.

## Транспорт
Водный и автомобильный транспорт.
Просёлочные дороги.